# Dantona inferna
Dantona inferna là một loài bướm đêm trong họ Noctuidae.